# قره تبه
قره تبه (به عربی: قرة تبة) یک منطقهٔ مسکونی در عراق است که در استان دیاله واقع شده‌است.